# Winnetous letzter Kampf
Winnetous letzter Kampf ist ein Freilichtspiel, das Pierre Brice 1990 als Collage aus Karl-May-Motiven für die Karl-May-Spiele Bad Segeberg schrieb.

## Inhalt
Laut Premierenkritik eine „wort- und tatengenaue Zusammenstückelung aus verschiedenen vorhandenen Stücken/Filmen/Büchern“.

### Prolog
„Die rote Rasse liegt im Sterben. Vom Feuerland bis weit über die nordamerikanischen Seen hinaus liegt das rote Volk ausgestreckt, niedergestreckt, niedergeworfen von einem unerbittlichen Schicksal, das kein Erbarmen kennt. Es hat sich mit allen Kräften dagegen gewehrt, doch vergeblich: Seine Kräfte sind mehr und mehr geschwunden und verkünden die Nähe des Todes …“

### Altbewährtes
Vieles im neuen Stück kam den Karl-May- und Pierre-Brice-Fans sehr bekannt vor. Brice hatte einiges aus seiner Zeit in Elspe, der Wiener Stadthalle und den Karl-May-Filmen zusammengetragen, ohne aber Karl Mays Buch in ein Bühnenstück umzuwandeln. Mays Winnetou III hätte ein ideales Freilichtstück werden können.
In der Vorlage stirbt Winnetou bei einem Kampf, nachdem er sich mit seinen Gefährten vom Hancock-Berg abgeseilt hat. Wie wirkungsvoll wäre es gewesen, dies mit der imposanten Kulisse des Kalkberges zu verwirklichen. Klettereien waren am Berg zwar geplant, aber nicht genehmigt worden.
Manfred Reddemann, auch 1990 als Winnetous Mörder Fred Morgan der Bösewicht vom Dienst, dazu:
„Sehr bedauerlich sind die Einschränkungen durch die Naturschützer. Ich sollte den Berg hinunterreiten und mich oben von der Plattform herabschwingen, das ist nicht gestattet worden. Natürlich wird dabei mal ein Grashalm ausgerissen, aber dem Felsen kann man doch wenig antun. Früher waren das die berühmtesten Szenen zwischen Shatterhand und Winnetou, dort oben auf der kleinen Wiese. Der Felsen gehört doch einfach dazu.“

### Hi-Lah-Dih
Die Segeberger Zeitung schrieb im Dezember 1989 über das Ergebnis einer Umfrage: „Karl May lieber mit Adler und mehr Frauen“. Daher durfte auch eine Frauenrolle in „Winnetous letztem Kampf“ nicht fehlen.
„Pierre Brice schrieb einen Ribanna-Verschnitt in sein Stück. In die Komantschin Hi-Lah-Dih darf sich Winnetou fast verlieben. Er kann sie aber nicht mehr vor den tödlichen Flammen retten. Hi-Lah-Dih stirbt zum Ende des ersten Teils, Winnetou zum Ende des zweiten. Hella Brice, geborene Krekel, verwirklichte sich ihren Traum, mit dieser Rolle einmal neben ihrem Mann auf der Bühne stehen zu können — auch wenn sie keine Schauspielerin war.“

### Epilog
„Winnetou ist tot – mein Freund und Bruder Winnetou. Der letzte große Häuptling der Apachen hat diese Erde verlassen. Sein Gedächtnis ist nur noch der Schatten einer Wolke über der Prärie. Er liebte diese Erde und alle ihre Wesen, wie das Neugeborene den Herzschlag seiner Mutter. Der Tod Winnetous, der Untergang der roten Rasse, wird gefolgt vom Untergang der Natur, und der Untergang der Natur wird der unsere sein. Alle Dinge sind miteinander verbunden, aber für alle, die den Frieden und die Brüderlichkeit lieben, wird der Geist Winnetous weiterleben: in diesen Wäldern, an diesen Ufern und in unseren Herzen. Winnetou – der Häuptling aller Apachen.“

## Presseecho
„Die ungebrochene Faszination von Winnetou – Aufgewühlt und atemlos heftet das Publikum seine Blicke auf die Bahre. Sechs Apatschen tragen den regungslosen Körper, der unter einem roten Tuch verborgen liegt, aus der Arena durch die Zuschauerreihen nach oben. Kinder laufen hinterher, stürmen entgegen. Da endlich erklingt die Erkennungsmelodie, löst sich die angespannte Atmosphäre. Während sich Statistin Antonia Haaks auf der Bahre weiterhin nicht zu rühren wagt, taucht Winnetou-Darsteller Pierre Brice auf seinem Pferd Iltschi grüßend in der Felskulisse auf. Geschickt und unbemerkt getauscht wurden die Rollen während der Sterbeszene, die ,Winnetous letzten Kampf‘ nach einer spektakulären und unterhaltsamen Reise durch den Wilden Westen von Bad Segeberg dramatisch beendete. (…)
Der habgierige Fred Morgan und der streitsüchtige Komantschenhäuptling To-Kei-Chum – gespielt von Manfred Reddemann und Thomas Westphal – brillierten als Gegenspieler Winnetous, der seinerseits Unterstützung bei Old Shatterhand findet. Er – nicht Winnetou – übernimmt spektakuläre Kampfszenen, die das Stück neben Kunststücken der sechs internationalen Kaskadeure, einer gewaltigen Explosion, einer phantastischen Musikauswahl und Braeutigams stark beklatschter Komiker-Rolle als Neger Massa Bob sehenswert machen. Meist auf seinem Pferd auftretend, vermittelt Brice in hingen Sprechpassagen tiefe Einblicke in indianische Traditionen. Leider fügt sich das mit langen Dialogen – zumindest bis zur Pause – zu einem zu hohen Wortanteil.“

„Bei Winnetou landen die Raumschiffe – Action gab es kaum, Winnetou bewegte sich fast gar nicht, und dennoch ist zu bemerken, daß das Stück besser ist als der vorjährige ,Schatz im Silbersee‘. (…)
Die Musikauswahl ist allenfalls traurig zu nennen. Wohl um etwas modernere Klänge zu bringen, wird Musik von Vangelis gespielt. Diese Musik ist gut, aber zum Stück paßt sie überhaupt nicht. Unvorstellbar, daß beim ,Blade Runner‘-Stück nicht auch anderen Zuschauern Raumschiff-Assoziationen kommen. (…)
Eine Neuerung im Stück und auf der Bühne ist ein kleiner Hügel, der mitten im Geschehen, quasi als Bühne auf der Bühne, liegt.“

„Winnetou mit Tiefgang – Das ausgezeichnete Drehbuch des Verfassers Pierre Brice beinhaltet beides und beweist, wie sehr sie sich vertragen: Der lyrische Appell des Indianers an seinen Gott sowie die unbeholfenen Monologe des puppenlustigen Massa Bob. (…)
Und Winnetou ist es auch, dem Dank zu sagen ist für einen gelungenen Abend, mit einem Skript, das aus dem Rahmen des Üblichen fiel. Tiefgang, Lyrik, Drama abseits gefühlsduseliger Indianerromantik – sie kamen wider Erwarten großartig an, wie nachträgliche Befragungen ergaben. Der überwältigende Beifall war hochverdient …“

„Winnetous langes Sterben – Auch auf die Gefahr hin, vom Kalkberg gestoßen oder von Winnetou-Fans skalpiert zu werden, gestehe ich: Mein Fall ist dieser Karl-May-Verschnitt nicht: zu grobschlächtig die Handlung, mit Ausnahme von Massa Bob kaum individuelle Figuren, zu viele aus vorhergehenden Inszenierungen bekannte Gags und Effekte, zu langatmig die Dialoge und Monologe. Ich werde den reichhaltigen Segeberger (Kultur)-Sommer anders nutzen als zu einem nochmaligen Besuch.“

„In der insgesamt gelungenen Inszenierung wurde besonders die Handschrift von Co-Autor Pierre Brice deutlich, der – in manchmal etwas langatmigen Monologen und Dialogen verpackt – die Situation der Indianer in Nordamerika beklagte. Große Überraschungen hatte die Inszenierungen bis auf die Schlußszene dagegen nicht zu bieten: Mit dem Adler Gari, dem Sturz vom Felsen und dem Feuerwerk wurden Anleihen bei vergangenen erfolgreichen Aufführungen gemacht. Interessant die Anspielungen auf die Italo-Western: Regisseur Sergiu Nicolaescu ließ die Bösewichter zu ,Spiel mir das Lied vom Tod‘ in langen Mänteln auftreten.“

## Quelle
- Eintrag im Karl-May-Wiki